# Freycinetia demissa
Freycinetia demissa är en enhjärtbladig växtart som beskrevs av John Johannes Joseph Bennett. Freycinetia demissa ingår i släktet Freycinetia och familjen Pandanaceae. Inga underarter finns listade.